# Artur Omarov
Artur Omarov (en ruso: Артур Омаров; Tanty, URSS, 13 de agosto de 1988) es un deportista checo de origen daguestano que compite en lucha grecorromana.
Ganó una medalla de bronce en el Campeonato Mundial de Lucha de 2023 y una medalla de bronce en el Campeonato Europeo de Lucha de 2023, ambas en la categoría de 97 kg.

## Palmarés internacional
| Campeonato Mundial | Campeonato Mundial | Campeonato Mundial | Campeonato Mundial |
| Año                | Lugar              | Medalla            | Categoría          |
| ------------------ | ------------------ | ------------------ | ------------------ |
| 2023               | Belgrado (Serbia)  | Medalla de bronce  | 97 kg              |
| Campeonato Europeo |                    |                    |                    |
| Año                | Lugar              | Medalla            | Categoría          |
| 2023               | Zagreb (Croacia)   | Medalla de bronce  | 97 kg              |